# Parsonsia laevis
Parsonsia laevis là một loài thực vật có hoa trong họ La bố ma. Loài này được (A.Gray) Markgr. mô tả khoa học đầu tiên năm 1936.